# WE ARE Perfume -WORLD TOUR 3rd DOCUMENT
『WE ARE Perfume -WORLD TOUR 3rd DOCUMENT』（ウィー アー パフューム ワールド ツアー サード ドキュメント）は、2015年10月31日に公開された日本映画。

## 概要
日本のテクノポップユニット、Perfume初のドキュメンタリー映画である。2014年10月から11月に開催された「Perfume WORLD TOUR 3rd」ツアーや2015年3月の「SXSW 2015」出演などのライブ活動と、その舞台裏に密着した作品。史上初のドキュメンタリー映画作品の日米同時公開となった。監督は佐渡岳利。主題歌は「STAR TRAIN」。2015年10月22日から開催された第28回東京国際映画祭の「パノラマ部門」に正式招待された。

## スタッフ
- 監督／撮影／編集／プロデューサー： 佐渡岳利
- 音楽： 中田ヤスタカ（CAPSULE）
- 主題歌： Perfume「STAR TRAIN」（ユニバーサルミュージック）
- 企画／プロデューサー： 高橋信一
- 企画／プロデューサー： 大川弘美
- プロデューサー： 山本史朗
- 撮影： 澤田潤一
- 撮影： 吉田貴之
- 助監督： 井上寛亮
- オープニング&インターバルビデオディレクター： 真鍋大度
- 製作： アミューズ、日活、ユニバーサルミュージック、ライブ・ビューイング・ジャパン、NHKエンタープライズ

## キャスト
- Perfume（西脇綾香、樫野有香、大本彩乃）
- 近藤春菜

## 映像ソフト

### パッケージ
Blu-rayの初回限定盤と通常盤、DVDの初回限定盤と通常盤の全4種でリリース。

### 収録内容
DISC1には、映画本編映像のほか、メンバー3人が当時を振り返りながら語る副音声を収録。DISC2には、映画では公開されていない「SXSW 2015」出演時の裏側に密着した映像「Behind the Scene of SXSW」、佐渡岳利監督によるメンバーインタビューなどが収められる。初回限定盤には、オリジナルサウンドトラックを収録した特典CD付き。
| #  | タイトル                                                   | 作詞 | 作曲・編曲 |
| -- | ---------------------------------------------------------- | ---- | ---------- |
| 1. | 「映画本編」(メンバーによるスペシャルトーク（副音声）収録) |      |            |

| #  | タイトル                                                      | 作詞 | 作曲・編曲 |
| -- | ------------------------------------------------------------- | ---- | ---------- |
| 1. | 「Behind the Scene of SXSW 」(「SXSW 2015」密着した映像)      |      |            |
| 2. | 「Special Interview」(佐渡岳利監督によるメンバーインタビュー) |      |            |
| 3. | 「Trailer」                                                   |      |            |

| #  | タイトル                         | 作詞 | 作曲・編曲 |
| -- | -------------------------------- | ---- | ---------- |
| 1. | 「Teleportation」                |      |            |
| 2. | 「Expectation」                  |      |            |
| 3. | 「Spring of Life（Piano ver.）」 |      |            |
| 4. | 「Journey」                      |      |            |